# 9107 Narukospa
9107 Narukospa è un asteroide della fascia principale. Scoperto nel 1997, presenta un'orbita caratterizzata da un semiasse maggiore pari a 2,8652356 UA e da un'eccentricità di 0,2035113, inclinata di 6,80946° rispetto all'eclittica.
L'asteroide è dedicato alla città termale giapponese di Naruko nel distretto di Tamatsukuri nella prefettura di Miyagi.